# 布里斯托爾 (維吉尼亞州)
布里斯托尔是美國維吉尼亞州西南部的一個獨立城市。面積34.1平方公里。根據美國2000年人口普查，共有人口17,367人。與田納西州的布里斯托 （Bristol, Tennessee）只是一街之隔。
布里斯托尔成立於1890年2月12日。縣名來自英國的布里斯托。